# Lone Andersen
Lone Andersen (født 15. april 1964, Gammelby, Vejen) er viceformand for Landbrug & Fødevarer og hun blev den første kvinde i L & F's bestyrelse.
Uddannet landbruger på Borris Landbrugsskole i 1981. Har siden 1984 været selvstændig gårdejer i fællesskab med sin mand Erik, på en gård i Lyne ved Tarm. Gården har de seneste år været drevet som økologisk mælkeproduktion med 115 malkekøer.
Blev bl.a. udnævnt til "Årets Erhvervskvinde 2014" af netværket Erhvervskvinder.

## Formandskaber
- Formand for Familielandbruget VEST-Jylland fra 2004.
- Formand for Landdistrikternes Fællesråd fra 2005-2008[2]
- Formand, Familielandbrugssektionen i Landbrug & Fødevarer fra november 2013[3].
- Viceformand, Landbrug & Fødevarer fra november 2013.
- Formand for CDG Organic, EU-Kommissionens Rådgivende gruppe for økologi, fra 2014. Lone Andersen blev i 2018 genvalgt for 3. gang til posten.[4]

## Øvrigt virke
- Bestyrelsesmedlem for Seges (Videncenter for Landbrug) fra 2008
- Byrådsmedlem (V), Ringkøbing-Skjern Kommune fra november 2010 til december 2013.
- Bestyrelsesmedlem for Ringkøbing-Skjern Forsyning A/S fra 2010 til dec. 2013